# Puchar Bułgarii w piłce nożnej
Puchar Bułgarii w piłce nożnej (bułg. Купа на България по футбол) – cykliczne rozgrywki piłkarskie o charakterze pucharu krajowego w Bułgarii. Organizowane co sezon przez Bułgarski Związek Piłki Nożnej (BFS) i przeznaczone są dla krajowych klubów piłkarskich. Najważniejsze po Pierwszej lidze piłkarskie rozgrywki w kraju. Zwycięzca otrzymuje prawo do grania w drugiej rundzie kwalifikacyjnej Ligi Europy.

## Historia
Rozgrywki o Puchar Bułgarii w ciągu ponad siedemdziesięciu lat istnienia, najczęściej z powodu sytuacji politycznej państwa, toczone były według różnych zasad, tak jak i różne było trofeum, które otrzymywał zwycięzca.
W latach 1938–1942 o Puchar Cara grali mistrzowie obwodów. Pierwszym zwycięzcą został klub FK-13 Sofia, który 3 października 1938 roku wygrał finał z Lewski Ruse przez walkower (w 80 min. przy wyniku 1:3 piłkarze opuścili boisko na stadionie Junak w Sofii na znak protestu przeciwko sędziowaniu).
W czasach komunistycznych wprowadzono rozgrywki o Puchar Armii Sowieckiej (1945–1990), grane systemem pucharowym, w których finale spotykały się drużyny, które wygrały rundę eliminacyjną i kolejne (mecz i rewanż). Jeżeli po 90 minutach nie było wygranego, następowała dogrywka, jeżeli i ona nie przyniosła rozstrzygnięcia grę powtarzano, aż do zwycięstwa jednej z drużyn. W latach 1949 i 1950 mecz finałowy grano trzykrotnie (w obu sezonach spotkały się ze sobą CSKA Sofia i Lewski Sofia). Po 1982 roku Puchar Armii Sowieckiej stracił na znaczeniu, ponieważ wówczas właśnie - na tysiąctrzechsetną rocznicę powstania Bułgarii – wprowadzono właściwy Puchar kraju. Mecze o Puchar Armii Sowieckiej były rozgrywane równolegle do 1990 roku.
Największą liczbą zdobytych trofeów może się pochwalić Lewski Sofia.

## Format
Format rozgrywek był wiele razy zmieniany. W rozgrywkach uczestniczą kluby występujące w Mistrzostwach Bułgarii. Obecnie wszystkie spotkania od rundy pierwszej do półfinału (oprócz finału) grane są systemem każdy z każdym (mecz i rewanż). Zwycięzca kwalifikuje się do dalszych gier, a pokonany odpada z rywalizacji. W wypadku kiedy w regulaminowym czasie gry padł remis zarządza się dogrywkę, a jeśli i ona nie przyniosła rozstrzygnięcia, to dyktowane są rzuty karne. Od sezonu 2013/14 rozgrywki składają się z 5 etapów: rundy pierwszej eliminacyjnej, rundy drugiej eliminacyjnej, ćwierćfinałów, półfinałów i finału. Mecz finałowy rozgrywany jest na różnych obiektach, choć zazwyczaj był to Stadion Narodowy w Sofii.

## Zwycięzcy i finaliści
| Sezon                                                                        | K                 | K                                                | T  | Zwycięzca                      | Wynik            | Finalista                      | Data, miejsce                                                 | Br. | Król strzelców | Uwagi     |
| Puchar Cara (bułg. Царска купа)                                              |                   |                                                  |    |                                |                  |                                |                                                               |     | |           |
| 1938                                                                         |                   |                                                  | 1  | FK 13 Sofia                    | w.o.             | Lewski Ruse                    | 03.10.1938, Stadion Junak, Sofia, 10.000                      | 5   | Krum Stoiczkow (FC 13) | 16 klubów |
| 1939                                                                         |                   |                                                  | 1  | Szipka Sofia                   | 2:0              | Lewski Ruse                    | 03.10.1939, boisko Lewskiego, Sofia, 4.000                    | 4   | Dimityr Nikołaew (Levski Ruse) | 15 klubów |
| 1940                                                                         |                   |                                                  | 2  | FK 13 Sofia                    | 2:1              | Sportklub Płowdiw              | 13.10.1940, boisko Lewskiego, Sofia, 5.000                    | 4   | N.Nikołow (FC 13), S.Abadżiew (Lewski Rs)                                                                                             | 13 klubów |
| 1941                                                                         |                   |                                                  | 1  | AS 23 Sofia                    | 4:2              | Napredyk Ruse                  | 03.10.1941, Stadion Miejski, Sofia, 10.000                    | 9   | Ljuben Janew (Macedonia) | 12 klubów |
| 1942                                                                         |                   |                                                  | 1  | Lewski Sofia                   | w.o.             | Sportklub Płowdiw              | 03.10.1942, Stadion Junak, Sofia, 8.000                       |     | | 13 klubów |
| Puchar Armii Czerwonej (bułg. Купа на Червената армия)                       |                   |                                                  |    |                                |                  |                                |                                                               |     | |           |
| 1946                                                                         |                   |                                                  | 2  | Lewski Sofia                   | 4:1              | Czernołomec Popowo             | 06.05.1946, Stadion Junak, Sofia, 15.000                      | 7   | Bożin Łaskow (Lewski) | 19 klubów |
| 1947                                                                         |                   |                                                  | 3  | Lewski Sofia                   | 1:0              | Botew Płowdiw                  | 01.06.1947, Stadion Junak, Sofia, 17.000                      |     | | 10 klubów |
| 1948                                                                         |                   |                                                  | 1  | Łokomotiw Sofia                | 1:0              | Sławia-Czengelow Płowdiw       | 09.05.1948, Stadion Junak, Sofia, 12.000                      | 7   | Petyr Argirow (Loko Sofia) | 10 klubów |
| Puchar Wojska Sowieckiego (bułg. Купа на Съветската войска)                  |                   |                                                  |    |                                |                  |                                |                                                               |     | |           |
| 1949                                                                         |                   |                                                  | 4  | Lewski Sofia                   | 1:1 pd.          | Septemwri pri CDW Sofia        | 08.05.1949, Stadion Junak, Sofia, 35.000                      | 5   | Stefan Stefanow (CSKA) | 15 klubów |
| 1949                                                                         | 2:2 pd. (powt.)   | 16.05.1949, Stadion Junak, Sofia, 35.000         | 4  | Lewski Sofia                   |                  | Septemwri pri CDW Sofia        |                                                               | 5   | Stefan Stefanow (CSKA) | 15 klubów |
| 1949                                                                         | 2:1 pd. (2.powt.) | 17.05.1949, Stadion Junak, Sofia, 35.000         | 4  | Lewski Sofia                   |                  | Septemwri pri CDW Sofia        |                                                               | 5   | Stefan Stefanow (CSKA) | 15 klubów |
| Puchar Armii Sowieckiej (bułg. Купа на Съветската армия)                     |                   |                                                  |    |                                |                  |                                |                                                               |     | |           |
| 1950                                                                         |                   |                                                  | 5  | Dinamo Sofia                   | 1:1 pd.          | Narodna Wojska Sofia           | 26.11.1950, Stadion Narodna Armia, Sofia, 30.000              | 3   | Todor Takew (Lewski), Kostadin Błagoew (CSKA), Dimityr Palew (Spartak Pl)                                                             | 16 klubów |
| 1950                                                                         | 1:1 pd. (powt.)   | 27.11.1950, Stadion Narodna Armia, Sofia, 30.000 | 5  | Dinamo Sofia                   |                  | Narodna Wojska Sofia           |                                                               | 3   | Todor Takew (Lewski), Kostadin Błagoew (CSKA), Dimityr Palew (Spartak Pl)                                                             | 16 klubów |
| 1950                                                                         | 1:0 pd. (2.powt.) | 03.12.1950, Stadion Narodna Armia, Sofia, 30.000 | 5  | Dinamo Sofia                   |                  | Narodna Wojska Sofia           |                                                               | 3   | Todor Takew (Lewski), Kostadin Błagoew (CSKA), Dimityr Palew (Spartak Pl)                                                             | 16 klubów |
| 1951                                                                         |                   |                                                  | 1  | CDNW Sofia                     | 1:0 pd.          | Akademik Sofia                 | 07.11.1951, Stadion Narodna Armia, Sofia, 25.000              | 3   | Dimityr Miłanow (CSKA), Stefan Stefanow (CSKA), Dimityr Samsarow (Akademik)                                                           | 16 klubów |
| 1952                                                                         |                   |                                                  | 1  | Udarnik Sofia                  | 3:1              | Spartak Sofia                  | 09.11.1952, Stadion Narodna Armia, Sofia, 22.000              | 4   | Dobromir Taszkow (Spartak Sf) | 26 klubów |
| 1953                                                                         |                   |                                                  | 2  | Łokomotiw Sofia                | 2:1              | Dinamo Sofia                   | 25.11.1953, Stadion Wasiła Lewskiego, Sofia, 30.000           | 4   | Petyr Argirow (Loko Sf) | 27 klubów |
| 1954                                                                         |                   |                                                  | 2  | CDNA Sofia                     | 2:1              | Udarnik Sofia                  | 07.11.1954, Stadion Wasiła Lewskiego, Sofia, 30.000           | 4   | Dimityr Miłanow (CSKA) | 27 klubów |
| 1955                                                                         |                   |                                                  | 3  | CDNA Sofia                     | 5:2 pd.          | Spartak Płowdiw                | 11.12.1955, Stadion Wasiła Lewskiego, Sofia, 32.000           | 6   | Todor Diew (Spartak Pd), Kostadin Błagoew (Loko Sf)                                                                                   | 27 klubów |
| 1956                                                                         |                   |                                                  | 6  | Dinamo Sofia                   | 5:2              | Botew Płowdiw                  | 18.11.1956, Stadion Wasiła Lewskiego, Sofia, 40.000           | 5   | Christo Iliew (Lewski) | 25 klubów |
| 1957                                                                         |                   |                                                  | 7  | Lewski Sofia                   | 2:1              | Spartak Plewen                 | 07.11.1957, Stadion Wasiła Lewskiego, Sofia, 28.000           | 3   | Dimityr Jordanow (Lewski), Iskar Petrow (Spartak Pl), D. Borisow (Spartak Pl), Paweł Władimirow (CSKA), Christo Łazarow (Cherno More) | 25 klubów |
| 1958                                                                         |                   |                                                  | 1  | Spartak Płowdiw                | 1:0              | Minior Pernik                  | 07.11.1958, Stadion Wasiła Lewskiego, Sofia, 20.000           |     | | 25 klubów |
| 1958/59                                                                      |                   |                                                  | 8  | Lewski Sofia                   | 1:0              | Spartak Płowdiw                | 02.05.1959, Stadion Wasiła Lewskiego, Sofia, 40.000           | 5   | Dimityr Jordanow (Lewski) | 25 klubów |
| 1959/60                                                                      |                   |                                                  | 1  | Septemwri Sofia                | 4:3 pd.          | Łokomotiw Płowdiw              | 15.06.1960, Stadion Wasiła Lewskiego, Sofia, 25.000           | 7   | Cwetan Milew (Septemwri) | 32 kluby  |
| 1960/61                                                                      |                   |                                                  | 4  | CDNA Sofia                     | 3:0              | Spartak Warna                  | 28.06.1961, Stadion Wasiła Lewskiego, Sofia, 25.000           |     | | 32 kluby  |
| 1961/62                                                                      |                   |                                                  | 1  | Botew Płowdiw                  | 3:0              | Dunaw Ruse                     | 12.08.1962, Stadion Wasiła Lewskiego, Sofia, 20.000           | 6   | Iwan Kolew (CSKA) | 32 kluby  |
| 1962/63                                                                      |                   |                                                  | 2  | Sławia Sofia                   | 2:0              | Botew Płowdiw                  | 10.09.1963, Stadion Wasiła Lewskiego, Sofia, 40.000           | 8   | Aleksandyr Wasilew (Sławia) | 32 kluby  |
| 1963/64                                                                      |                   |                                                  | 3  | Sławia Sofia                   | 3:2              | Botew Płowdiw                  | 09.09.1964, Stadion Wasiła Lewskiego, Sofia, 31.000           | 7   | Michaił Miszew (Sławia) | 32 kluby  |
| 1964/65                                                                      |                   |                                                  | 5  | CSKA Czerweno Zname Sofia      | 3:2              | Lewski Sofia                   | 08.09.1965, Stadion Owcza Kupeł, Sofia, 30.000                |     | | 32 kluby  |
| 1965/66                                                                      |                   |                                                  | 4  | Sławia Sofia                   | 1:0              | CSKA Czerweno Zname Sofia      | 10.09.1966, Stadion Wasiła Lewskiego, Sofia, 25.000           |     | | 32 kluby  |
| 1966/67                                                                      |                   |                                                  | 9  | Lewski Sofia                   | 3:0              | Spartak Sofia                  | 16.07.1967, Stadion Wasiła Lewskiego, Sofia, 38.000           |     | | 32 kluby  |
| 1967/68                                                                      |                   |                                                  | 1  | Spartak Sofia                  | 3:2 pd.          | Beroe Stara Zagora             | 06.06.1968, Stadion Wasiła Lewskiego, Sofia, 18.000           |     | | 32 kluby  |
| 1968/69                                                                      |                   |                                                  | 6  | CSKA Septemwrijsko Zname Sofia | 2:1              | Lewski Sofia                   | 30.04.1969, Stadion Wasiła Lewskiego, Sofia, 40.000           |     | | 32 kluby  |
| 1969/70                                                                      |                   |                                                  | 10 | Spartak-Lewski Sofia           | 2:1              | CSKA Septemwrijsko Zname Sofia | 25.08.1970, Stadion Wasiła Lewskiego, Sofia, 46.000           |     | | 32 kluby  |
| 1970/71                                                                      |                   |                                                  | 11 | Spartak-Lewski Sofia           | 3:0              | Łokomotiw Płowdiw              | 25.08.1971, Stadion Narodna Armia, Sofia, 30.000              | ?   | Kirił Miłanow (Marek) | 58 klubów |
| 1971/72                                                                      |                   |                                                  | 7  | CSKA Septemwrijsko Zname Sofia | 3:0              | Sławia Sofia                   | 25.08.1972, Stadion Wasiła Lewskiego, Sofia, 25.000           | 7   | Dimityr Maraszliew (CSKA), Petko Petkow (Beroe)                                                                                       | 46 klubów |
| 1972/73                                                                      |                   |                                                  | 8  | CSKA Septemwrijsko Zname Sofia | 2:1              | Beroe Stara Zagora             | 03.06.1973, Stadion Wasiła Lewskiego, Sofia, 18.000           | 8   | Petyr Żekow (CSKA), Petko Petkow (Beroe)                                                                                              | 45 klubów |
| 1973/74                                                                      |                   |                                                  | 9  | CSKA Septemwrijsko Zname Sofia | 2:1 pd.          | Spartak-Lewski Sofia           | 10.08.1974, Stadion Wasiła Lewskiego, Sofia, 40.000           |     | | 34 kluby  |
| 1974/75                                                                      |                   |                                                  | 5  | Sławia Sofia                   | 3:2              | Łokomotiw Sofia                | 21.06.1975, Stadion Wasiła Lewskiego, Sofia, 15.000           | 7   | Andrej Żelazkow (Sławia) | 44 kluby  |
| 1975/76                                                                      |                   |                                                  | 12 | Spartak-Lewski Sofia           | 4:3 pd.          | CSKA Septemwrijsko Zname Sofia | 02.06.1976, Stadion Wasiła Lewskiego, Sofia, 65.000           | 6   | Andrej Żelazkow (Sławia) | 84 kluby  |
| 1976/77                                                                      |                   |                                                  | 13 | Spartak-Lewski Sofia           | 2:1              | Łokomotiw Sofia                | 12.06.1977, Stadion Wasiła Lewskiego, Sofia, 45.000           | 7   | Nikoła Christow (Dunaw) | 84 kluby  |
| 1977/78                                                                      |                   |                                                  | 1  | Marek Stanke Dimitrow          | 1:0              | CSKA Septemwrijsko Zname Sofia | 24.05.1978, Stadion Wasiła Lewskiego, Sofia, 40.000           | 6   | Nikołaj Kurbanow (Akademik Swisztow)                                                                                                  | 84 kluby  |
| 1978/79                                                                      |                   |                                                  | 14 | Spartak-Lewski Sofia           | 4:1              | Beroe Stara Zagora             | 23.05.1979, Stadion Wasiła Lewskiego, Sofia, 40.000           | 7   | Petko Petkow (Beroe) | 83 kluby  |
| 1979/80                                                                      |                   |                                                  | 6  | Sławia Sofia                   | 3:1              | Beroe Stara Zagora             | 13.05.1980, Stadion Wasiła Lewskiego, Sofia, 30.000           | 12  | Georgi Sławkow (Botew) | 87 klubów |
| 1980/81                                                                      |                   |                                                  | 2  | Botew Płowdiw                  | 1:0              | Pirin Błagojewgrad             | 05.05.1981, Stadion Wasiła Lewskiego, Sofia, 20.000           | 6   | Christo Denczew (Pirin) | 87 klubów |
| 1981/82                                                                      |                   |                                                  | 3  | Łokomotiw Sofia                | 2:1 pd.          | Łokomotiw Płowdiw              | 12.06.1982, Stadion Plewen, Plewen, 8.000                     | 8   | Stojczo Mładenow (CSKA) | 64 kluby  |
| 1982/83                                                                      |                   |                                                  | 10 | CSKA Septemwrijsko Zname Sofia | 4:0              | Spartak Warna                  | 03.04.1983, Stadion Płowdiw, Płowdiw, 15.000                  | 8   | Emił Marinow (Botew Wraca) | 52 kluby  |
| Puchar Ludowej Republiki Bułgarii (bułg. Купа на Народна република България) |                   |                                                  |    |                                |                  |                                |                                                               |     | |           |
| 1983/84                                                                      |                   |                                                  | 15 | Spartak-Lewski Sofia           | 1:0              | Botew Płowdiw                  | 02.05.1984, Stadion Drużba, Kyrdżali, 30.000                  | 8   | Kamen Petkow (Rozowa Dolina) | 52 kluby  |
| 1984/85                                                                      |                   |                                                  | 11 | CSKA Septemwrijsko Zname Sofia | 2:1              | Spartak-Lewski Sofia           | 19.06.1985, Stadion Wasiła Lewskiego, Sofia, 35.000           |     | | 52 kluby  |
| 1985/86                                                                      |                   |                                                  | 16 | Witosza Sofia                  | 2:1              | CFKA Sredec Sofia              | 27.04.1986, Stadion Wasiła Lewskiego, Sofia, 28.000           | 5   | Michaił Wałczew (Lewski) | 36 klubów |
| 1986/87                                                                      |                   |                                                  | 12 | CFKA Sredec Sofia              | 2:1              | Witosza Sofia                  | 13.05.1987, Stadion Wasiła Lewskiego, Sofia, 40.000           | 9   | Petyr Aleksandrow (Sławia) | 36 klubów |
| 1987/88                                                                      |                   |                                                  | 13 | CFKA Sredec Sofia              | 4:1              | Witosza Sofia                  | 11.05.1988, Stadion Wasiła Lewskiego, Sofia, 50.000           | 5   | Petyr Aleksandrow (Sławia), Nikołaj Petrunow (Pirin), Władimir Stojanow (Czernomorec), Stefan Draganow (Loko Pd)                      | 36 klubów |
| 1988/89                                                                      |                   |                                                  | 14 | CFKA Sredec Sofia              | 3:0              | Czernomorec Burgas             | 24.05.1989, Stadion Plewen, Sofia, 15.000                     | 8   | Władimir Stojanow (Czernomorec) | 36 klubów |
| 1989/90                                                                      |                   |                                                  | 1  | FK Sliwen                      | 2:0              | CSKA Sofia                     | 30.05.1990, Stadion Christa Botewa, Gabrowo, 15.000           | 5   | Jordan Leczkow (Sliwen) | 29 klubów |
| Puchar Bułgarii (bułg. Купа на България)                                     |                   |                                                  |    |                                |                  |                                |                                                               |     | |           |
| 1990/91                                                                      |                   |                                                  | 17 | Lewski Sofia                   | 2:1              | Botew Płowdiw                  | 29.05.1991, Stadion Iwajło, Wielkie Tyrnowo, 10.000           | 7   | Petyr Michtarski (Lewski) | 93 kluby  |
| 1991/92                                                                      |                   |                                                  | 18 | Lewski Sofia                   | 5:0              | Pirin Błagojewgrad             | 27.05.1992, Stadion Georgiego Benkowskiego, Pazardżik, 10.000 | 7   | Stanimir Stoiłow (Lewski) | 99 klubów |
| 1992/93                                                                      |                   |                                                  | 15 | CSKA Sofia                     | 1:0              | Botew Płowdiw                  | 02.06.1993, Stadion Christa Botewa, Błagojewgrad, 18.000      | 7   | Jasen Petrow (Botew) | 71 klub   |
| 1993/94                                                                      |                   |                                                  | 19 | Lewski Sofia                   | 1:0              | Pirin Błagojewgrad             | 04.05.1994, Stadion Wasiła Lewskiego, Sofia, 18.000           | 6   | Danieł Borimirow (Lewski) | 75 klubów |
| 1994/95                                                                      |                   |                                                  | 4  | Łokomotiw Sofia                | 4:2              | Botew Płowdiw                  | 27.05.1995, Stadion Wasiła Lewskiego, Sofia, 20.000           | 7   | Nasko Sirakow (Botew), Swetlin Matuski (Montana)                                                                                      | 32 kluby  |
| 1995/96                                                                      |                   |                                                  | 7  | Sławia Sofia                   | w.o.             | Lewski Sofia                   | 01.05.1996, Stadion Wasiła Lewskiego, Sofia, 22.000           | 4   | Nasko Sirakow (Sławia), Władko Szałamanow (Sławia), Georgi Dimitrow (Loko Pd), Petyr Żabow (CSKA), Donczo Donew (Lewski)              | 48 klubów |
| 1996/97                                                                      |                   |                                                  | 16 | CSKA Sofia                     | 3:1              | Lewski Sofia                   | 27.05.1997, Stadion Wasiła Lewskiego, Sofia, 18.500           |     | | 48 klubów |
| 1997/98                                                                      |                   |                                                  | 20 | Lewski Sofia                   | 5:0              | CSKA Sofia                     | 13.05.1998, Stadion Wasiła Lewskiego, Sofia, 50.000           |     | | 48 klubów |
| 1998/99                                                                      |                   |                                                  | 17 | CSKA Sofia                     | 1:0              | Liteks Łowecz                  | 25.05.1999, Stadion Byłgarska Armia, Sofia, 20.000            |     | | 48 klubów |
| 1999/00                                                                      |                   |                                                  | 21 | Lewski Sofia                   | 2:0              | Neftochimik Burgas             | 31.05.2000, Stadion Christa Botewa, Płowdiw, 18.000           |     | | 58 klubów |
| 2000/01                                                                      |                   |                                                  | 1  | Liteks Łowecz                  | 1:0 pd.          | Welbażd Kjustendił             | 24.05.2001, Stadion Łokomotiw, Sofia, 8.000                   |     | | 58 klubów |
| 2001/02                                                                      |                   |                                                  | 22 | Lewski Sofia                   | 3:1              | CSKA Sofia                     | 15.05.2002, Stadion Owcza Kupeł, Sofia, 17.500                |     | | 54 kluby  |
| 2002/03                                                                      |                   |                                                  | 23 | Lewski Sofia                   | 2:1              | Liteks Łowecz                  | 21.05.2003, Stadion Wasiła Lewskiego, Sofia, 10.453           | 7   | Bojko Weliczkow (Loko Sofia) | 47 klubów |
| 2003/04                                                                      |                   |                                                  | 2  | Liteks Łowecz                  | 2:2 pd. (k. 4:3) | CSKA Sofia                     | 12.05.2004, Stadion Wasiła Lewskiego, Sofia, 11.461           |     | | 48 klubów |
| 2004/05                                                                      |                   |                                                  | 24 | Lewski Sofia                   | 2:1              | CSKA Sofia                     | 25.05.2005, Stadion Wasiła Lewskiego, Sofia, 10.848           |     | | 48 klubów |
| 2005/06                                                                      |                   |                                                  | 18 | CSKA Sofia                     | 3:1              | Czerno More Warna              | 24.05.2006, Stadion Wasiła Lewskiego, Sofia, 7.216            |     | | 47 klubów |
| 2006/07                                                                      |                   |                                                  | 25 | Lewski Sofia                   | 1:0 pd.          | Liteks Łowecz                  | 24.05.2007, Stadion Beroe, Stara Zagora, 11.000               |     | | 48 klubów |
| 2007/08                                                                      |                   |                                                  | 3  | Liteks Łowecz                  | 1:0              | Czerno More Warna              | 14.05.2008, Stadion Wasiła Lewskiego, Sofia, 2.040            |     | | 48 klubów |
| 2008/09                                                                      |                   |                                                  | 4  | Liteks Łowecz                  | 3:0              | Pirin Błagojewgrad             | 26.05.2009, Stadion Georgiego Asparuchowa, Sofia, 9.500       |     | | 51 klub   |
| 2009/10                                                                      |                   |                                                  | 1  | Beroe Stara Zagora             | 1:0              | OFK Pomorie                    | 05.05.2010, Stadion Miejski, Łowecz, 5.250                    |     | | 48 klubów |
| 2010/11                                                                      |                   |                                                  | 19 | CSKA Sofia                     | 1:0              | Sławia Sofia                   | 25.05.2011, Stadion Wasiła Lewskiego, Sofia, 17.500           |     | | 47 klubów |
| 2011/12                                                                      |                   |                                                  | 1  | Łudogorec Razgrad              | 2:1              | Łokomotiw Płowdiw              | 19.05.2012, Stadion Łazur, Burgas, 13.103                     |     | | 42 kluby  |
| 2012/13                                                                      |                   |                                                  | 2  | Beroe Stara Zagora             | 3:3 pd. (k. 3:1) | Lewski Sofia                   | 15.05.2013, Stadion Miejski, Łowecz, 7.500                    |     | | 38 klubów |
| 2013/14                                                                      |                   |                                                  | 2  | Łudogorec Razgrad              | 1:0              | Botew Płowdiw                  | 15.05.2014, Stadion Łazur, Burgas, 13.250                     |     | | 32 kluby  |
| 2014/15                                                                      |                   |                                                  | 1  | Czerno More Warna              | 2:1 pd.          | Lewski Sofia                   | 30.05.2015, Stadion Łazur, Burgas, 13.910                     |     | | 32 kluby  |
| 2015/16                                                                      |                   |                                                  | 20 | CSKA Sofia                     | 1:0              | PFK Montana                    | 24.05.2016, Stadion Wasiła Lewskiego, Sofia, 33.345           | 6   | Presław Jordanow (CSKA) | 32 kluby  |
| 2016/17                                                                      |                   |                                                  | 3  | Botew Płowdiw                  | 2:1              | Łudogorec Razgrad              | 24.05.2017, Stadion Wasiła Lewskiego, Sofia, 9.800            | 6   | João Paulo (Botew Pl), Claudiu Keșerü (Łudogorec)                                                                                     | 32 kluby  |
| 2017/18                                                                      |                   |                                                  | 8  | Sławia Sofia                   | 0:0 pd. (k. 4:2) | Lewski Sofia                   | 09.05.2018, Stadion Wasiła Lewskiego, Sofia, 32.000           | 5   | Iwan Petkow (Etyr W. Tyrnowo) | 32 kluby  |
| 2018/19                                                                      |                   |                                                  | 1  | Łokomotiw Płowdiw              | 1:0              | Botew Płowdiw                  | 15.05.2019, Stadion Wasiła Lewskiego, Sofia, 20.500           | 6   | Ali Sowe (CSKA) | 32 kluby  |
| 2019/20                                                                      |                   |                                                  | 2  | Łokomotiw Płowdiw              | 0:0 pd. (k. 5:3) | CSKA Sofia                     | 01.07.2020, Stadion Wasiła Lewskiego, Sofia, 12.000           | 5   | Dimityr Iliew (Loko Płowdiw), Eraj Karadaji (Botew Gałabowo)                                                                          | 46 klubów |
| 2020/21                                                                      |                   |                                                  | 21 | CSKA Sofia                     | 1:0              | Arda Kyrdżali                  | 19.05.2021, Stadion Wasiła Lewskiego, Sofia, 22.000           | 3   | Jordy Caicedo, Bismark Charles, Płamen Iwanow, Dobrin Petrow, Nigel Robertha, Cwetomir Todorow, Presław Jordanow, Georgi Jomow        | 45 klubów |
| 2021/22                                                                      |                   |                                                  | 26 | Lewski Sofia                   | 1:0              | CSKA Sofia                     | 15.05.2022, Stadion Wasiła Lewskiego, Sofia, 40.600           |     | | 47 klubów |
| 2022/23                                                                      |                   |                                                  | 3  | Łudogorec Razgrad              | 3:1              | CSKA 1948 Sofia                | 24.05.2023, Stadion Wasiła Lewskiego, Sofia, 1.000            |     | | 47 klubów |
| 2023/24                                                                      |                   |                                                  | 4  | Botew Płowdiw                  | 3:2              | Łudogorec Razgrad              | 15.05.2024, Stadion Wasiła Lewskiego, Sofia, 11.334           | 5   | Rick (Łudogorec) | 48 klubów |
| 2024/25                                                                      |                   |                                                  | 4  | Łudogorec Razgrad              | 1:0              | CSKA Sofia                     | 22.05.2025, Stadion Wasiła Lewskiego, Sofia, 37.455           |     | | 48 klubów |

Uwagi:

- wytłuszczono nazwy zespołów, które w tym samym roku wywalczyły mistrzostwo i Puchar kraju,
- kursywą oznaczone zespoły, które w meczu finałowym nie występowały w najwyższej klasie rozgrywkowej.
- skreślono rozgrywki nieoficjalne.

### Rozgrywki nieoficjalne (1983-1990)
- 1983: Łokomotiw Płowdiw
- 1984: Spartak-Lewski Sofia
- 1985: CFKA Sredec Sofia
- 1986: CFKA Sredec Sofia
- 1987: Witosza Sofia
- 1988: Witosza Sofia
- 1989: CFKA Sredec Sofia
- 1990: CSKA Sofia

## Statystyki

### Klasyfikacja według klubów
W dotychczasowej historii oficjalnych rozgrywek o Puchar Bułgarii na podium oficjalnie stawały 34 drużyny. Liderem klasyfikacji jest Lewski Sofia, który zdobył 26 pucharów.
Stan po finale 2025.
| Lp. | Klub               | Zdobywca | Finalista    | Lata triumfów |    |    | |
| --- | ------------------ | -------- | ------------ | --- | -- | -- | --- |
| Lp. | Klub               | 1.       | Lewski Sofia | Lata triumfów | 26 | 12 | 1942, 1946, 1947, 1949, 1950, 1956, 1957, 1958/59, 1966/67, 1969/70, 1970/71, 1975/76, 1976/77, 1978/79, 1983/84, 1985/86, 1990/91, 1991/92, 1993/94, 1997/98, 1999/00, 2001/02, 2002/03, 2004/05, 2006/07, 2021/22 |
| 2.  | CSKA Sofia         | 21       | 15           | 1951, 1954, 1955, 1960/61, 1964/65, 1968/69, 1971/72, 1972/73, 1973/74, 1982/83, 1984/85, 1986/87, 1987/88, 1988/89, 1992/93, 1996/97, 1998/99, 2005/06, 2010/11, 2015/16, 2020/21 |    |    | |
| 3.  | Sławia Sofia       | 8        | 3            | 1952, 1962/63, 1963/64, 1965/66, 1974/75, 1979/80, 1995/96, 2017/18 |    |    | |
| 4.  | Botew Płowdiw      | 4        | 10           | 1961/62, 1980/81, 2016/17, 2023/24 |    |    | |
| 5.  | Liteks Łowecz      | 4        | 3            | 2000/01, 2003/04, 2007/08, 2008/09 |    |    | |
| 6.  | Łokomotiw Sofia    | 4        | 2            | 1948, 1953, 1981/82, 1994/95 |    |    | |
| 6.  | Łudogorec Razgrad  | 4        | 2            | 2011/12, 2013/14, 2022/23, 2024/25 |    |    | |
| 8.  | Łokomotiw Płowdiw  | 2        | 7            | 2018/19, 2019/20 |    |    | |
| 9.  | Beroe Stara Zagora | 2        | 4            | 2009/10, 2012/13 |    |    | |
| 10. | FK 13 Sofia        | 2        | 0            | 1938, 1940 |    |    | |
| 11. | Czerno More Warna  | 1        | 2            | 2014/15 |    |    | |
| 12. | Spartak Płowdiw    | 1        | 2            | 1958 |    |    | |
| 13. | Spartak Sofia      | 1        | 2            | 1967/68 |    |    | |
| 14. | AS 23 Sofia        | 1        | 0            | 1941 |    |    | |
| 14. | Marek Dupnica      | 1        | 0            | 1977/78 |    |    | |
| 14. | Septemwri Sofia    | 1        | 0            | 1959/60 |    |    | |
| 14. | Szypka Sofia       | 1        | 0            | 1939 |    |    | |
| 14. | FK Sliwen          | 1        | 0            | 1989/90 |    |    | |
| 19. | Pirin Błagojewgrad | 0        | 4            | |    |    | |
| 20. | Spartak Warna      | 0        | 2            | |    |    | |
| 20. | Lewski Ruse        | 0        | 2            | |    |    | |
| 22. | Akademik Sofia     | 0        | 1            | |    |    | |
| 22. | Arda Kyrdżali      | 0        | 1            | |    |    | |
| 22. | Czernomorec Burgas | 0        | 1            | |    |    | |
| 22. | Czernołomec Popowo | 0        | 1            | |    |    | |
| 22. | Dunaw Ruse         | 0        | 1            | |    |    | |
| 22. | Minior Pernik      | 0        | 1            | |    |    | |
| 22. | FK Montana         | 0        | 1            | |    |    | |
| 22. | Napredyk Ruse      | 0        | 1            | |    |    | |
| 22. | Neftochimik Burgas | 0        | 1            | |    |    | |
| 22. | OFK Pomorie        | 0        | 1            | |    |    | |
| 22. | Spartak Plewen     | 0        | 1            | |    |    | |
| 22. | Welbażd Kjustendił | 0        | 1            | |    |    | |
| 22. | CSKA 1948 Sofia    | 0        | 1            | |    |    | |

### Klasyfikacja według miast
Siedziby klubów: stan po finale 2025.
| Miasto       | Liczba tytułów | Drużyny |
| ------------ | -------------- | --- |
| Sofia        | 65             | Lewski Sofia (26), CSKA Sofia (21), Sławia Sofia (8), Łokomotiw Sofia (4), FK 13 Sofia (2), AS 23 Sofia (1), Septemwri Sofia (1), Spartak Sofia (1), Szypka Sofia (1) |
| Płowdiw      | 7              | Botew Płowdiw (4), Łokomotiw Płowdiw (2), Spartak Płowdiw (1) |
| Łowecz       | 4              | Liteks Łowecz (4) |
| Razgrad      | 4              | Łudogorec Razgrad (4) |
| Stara Zagora | 2              | Beroe Stara Zagora (2) |
| Dupnica      | 1              | Marek Dupnica (1) |
| Sliwen       | 1              | FK Sliwen (1) |
| Warna        | 1              | Czerno More Warna (1) |